# Piergiorgio Solinas
Pour les articles homonymes, voir Solinas.
Pier Giorgio Solinas est un ethnologue italien, professeur d’anthropologie à l'université de Sienne depuis le 1er novembre 1990.

## Biographie
Pier Giorgio Solinas a travaillé et publié des études sur la parenté, l'anthropologie économique, l'ethno-démographie, la culture matérielle. Ses enquêtes sur la société paysanne en Toscane, sur l'émigration des bergers sardes en Toscane, sur les tendances contemporaines dans les formes des familles ont abouti à plusieurs publications.
Depuis une quinzaine d'années[Quand ?] il travaille sur l'Inde (Bengale occidental), où il a conduit plusieurs enquêtes sur les dynamiques sociales et culturelles entre Hindous et Adivasis. Il a enseigné dans plusieurs universités, en France, États-Unis, Canada, Inde. Il enseigne depuis des décennies à Sienne (Università degli Studi di Siena)
Directeur d'études dans l'école doctorale en Anthropologie, directeur de la série Anthropologie  des Éditions ETS (Pise), il a été parmi les fondateurs de l'EASA, association européenne des anthropologues sociaux.

## Œuvres

### Auteur principal
La famiglia. Un'antropologia delle relazioni primarie, Rome, Carocci 2010
- L'acqua strangia. Il declino della parentela nella società complessa, Milan, Franco Angeli, 2004
- Relations discrètes. L'affinité dans la transition démographique, Rome, Mefrim, 115, 2003, p. 367-398
- Popolazioni e sistemi sociali. Linee di ricerca in etnodemografia. Rome, Nuova Italia Scientifica, 1992
- Economie minori. Saggi di antropologia. Sassari EDES
- Ancestry. Edit press Firenze
- Colore di casta colore di pelle Mimesis Milano

### En collaboration
- Fernand Braudel (directeur), La Méditerranée, (dans la partie Les hommes et l'héritage, avec Roger Arnalder, Jean Gaudemet, Maurice Aymard et Georges Duby collaborateurs).